# Pastores del Niño Jesús de los Teques

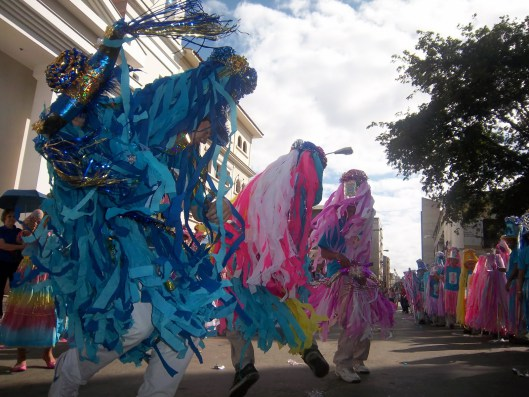
Shepherds of the Child Jesus of the Teques

La asociación civil "Los Pastores del Niño Jesús de Los Teques", es una organización sin fines de lucro que lleva como herencia la devoción hacia el Santo Niño desde el año 1940 aproximadamente,  la cual fue transmitida por sus familiares y que cumple desde el año 1977 una labor social, religiosa, educativa y cultural de  manera ininterrumpida hasta la actualidad, tanto a nivel del municipio Guaicaipuro, en la región de Altos Mirandinos, en el Estado Miranda y en muchas partes de Venezuela.
Su sede está ubicada en la ciudad de Los Teques, y que ha logrado la participación e incorporación de niños, niñas, jóvenes y adultos en diferentes actividades religiosas, culturales, sociales y educativas con la intención de resaltar y fomentar los valores religiosos, de pertenencia, arraigo, identidad cultural y solidaridad entre los ciudadanos, siendo fundadores  de una   manifestación cultural en el año 1997, la cual se realiza anualmente  el segundo domingo del mes de diciembre en la ciudad de Los Teques, conocida hoy en día como  Manifestación Religiosa- Cultural “ Pastores del Niño Jesús de Los Teques,  avalada por la Diócesis de Los Teques otorgando la denominación de  “Cofradía del Niño Jesús- Pastores de Los Teques”, de igual manera por  los miembros de la Asociación Nacional de Pastores  del Santo Jesús de Venezuela como la sexta agrupación existente en el país en rendir homenaje al Niño Jesús de manera similar a ellos, y por el Instituto de Patrimonio Cultural  Estadal y Nacional, como una expresión de fe y devoción hacia el Santo Niño Jesús.
En fecha 16 de diciembre de 2016, en la población de Caucagua, Municipio Acevedo en el  Estado Miranda se reconoció de manera especial como BIEN DE INTERÉS  CULTURAL DEL ESTADO MIRANDA a la expresión de Fe y Tradición: Los “Pastores del Niño Jesús de Los Teques” por parte del Consejo Legislativo de nuestra entidad a solicitud de la Red de Patrimonio y Diversidad Cultural de Miranda,  siento la única manifestación religiosa-cultural del Municipio Guaicaipuro y la región Altos Mirandinos con tal distinción.

## Origen de los Pastores
El origen del nombre de Pastores se remonta al nacimiento del Niño Dios, como lo indica La Biblia en Lucas: Capítulo 2, versículos 8-20:

En la región había Pastores de vivían en el campo y que por la noche se turnaban para cuidar sus rebaños, El Ángel del Señor se les apareció y los rodeó de claridad la Gloria del Señor. Como estaban muy asustados el ángel les dijo: No se asusten tanto, pues yo vengo a comunicarles una buena nueva que será motivo de mucha alegría para todo el pueblo, hoy ha nacido para ustedes en la ciudad de David un Salvador, que es Cristo Señor. En esto lo reconocerán: Hallaran a un niño recién nacido, envuelto en pañales en un pesebre, De pronto una multitud de seres celestiales aparecían en torno al ángel y cantaban a Dios después que los ángeles los dejaron para volver al cielo, los pastores se dijeron unos a otros Fueron apresuradamente y hallaron a María y José y vieron al Recién nacido acostado en un pesebre.

La manifestación de Los Pastores del Niño Jesús en Venezuela data aproximadamente desde los años 1740, testimonio suministrado por promeseros de Los Pastores de Aguas Calientes, Edo. Carabobo, quienes iniciaran esta manifestación de Fe hacia el Niño Jesús, influenciados por las enseñanzas de los colonizadores sobre las prácticas del cristianismo.
Esta Celebración también es conocida en Venezuela como Velorio, Danza o Romería de Pastores del Niño Jesús, donde se mezclan símbolos religiosos como adoración al Niño Dios, oraciones, rogativas, testimonio de Fe;  elementos culturales como representaciones de personajes, música, cantos, danza entre otros, producto de la imaginación popular, además de una gran cantidad de características propias en cada lugar que acontece la Celebración.
En Venezuela existen actualmente varias Asociaciones Religiosas Culturales que rinden homenaje al Niño Jesús, éstas son: Aguas Caliente y San Joaquín (Carabobo), El Limón y Chuao (Aragua), San Miguel de Boconó (Trujillo) y Los Teques (Miranda), reconocidas por su tradición y devoción como Pastores del Niño Jesús. Cada una de ellas se caracterizan por la “Devoción al Niño Jesús” y poseen rasgos que las identifica como “Pastores” pero al mismo tiempo, tienen particularidades que las hacen únicas e irrepetibles  por las circunstancias en las cuales se originaron y en las cuales  han podido mantenerse de acuerdo a factores propios de cada localidad.